# Rallye de l'Acropole 1980
Le Rallye de l'Acropole 1980 (27e Rallye Acropolis), disputé du 26 au 29 mai 1980, est la quatre-vingtième manche du championnat du monde des rallyes (WRC) courue depuis 1973, et la cinquième manche du championnat du monde des rallyes 1980.

## Contexte avant la course

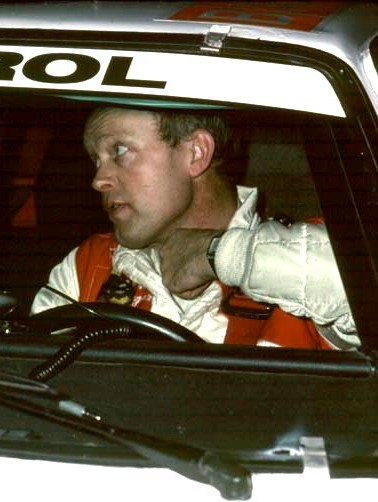
Champion du monde en titre, Björn Waldegård s'est déjà imposé à deux reprises à l'Acropole, en 1977 et 1979.

### Le championnat du monde
Ayant succédé en 1973 au championnat international des marques (en vigueur de 1970 à 1972), le championnat du monde des rallyes se dispute sur une douzaine de manches, dont les plus célèbres épreuves routières internationales, telles le Rallye Monte-Carlo, le Safari ou le RAC Rally. Parallèlement au championnat des constructeurs, la Commission Sportive Internationale (CSI) a depuis 1979 créé un véritable championnat des pilotes qui fait suite à la controversée Coupe des conducteurs instaurée en 1977, dont le calendrier incluait des épreuves de second plan. Pour la saison 1980, la CSI a exclu les manches suédoise et finlandaise du championnat constructeurs, ces deux épreuves comptant uniquement pour le classement des pilotes. Huit des douze manches du calendrier se disputent en Europe, deux en Afrique, une en Amérique du Sud et une en Océanie. Elles sont réservées aux voitures des catégories suivantes :
- Groupe 1 : voitures de tourisme de série
- Groupe 2 : voitures de tourisme spéciales
- Groupe 3 : voitures de grand tourisme de série
- Groupe 4 : voitures de grand tourisme spéciales

Grâce à l'engagement régulier de grands constructeurs, les épreuves mondiales présentent un plateau très fourni cette saison. Outre la participation systématique de Datsun, Fiat, Opel et Toyota, les rallyes sur terre les plus notoires tels l'Acropole sont également au programme de 
Mercedes-Benz et Peugeot, alors que Ford, bien qu'officiellement retiré de la compétition, figure toujours parmi les prétendants à la victoire grâce à l'équipe britannique Rothmans. Le début de saison a été favorable à Fiat dont la 131 Abarth s'est imposée au Rallye Monte-Carlo et au Portugal aux mains de Walter Röhrl ; à l'issue des quatre premières manches, le constructeur italien est en tête du championnat des marques et Röhrl de celui des pilotes.

### L'épreuve
Les rocailleuses pistes grecques ont valu au Rallye de l'Acropole, créé en 1953, d’être considéré comme le plus difficile des rallyes européens. Il demande aux équipages et au matériel une solidité à toute épreuve, sur un parcours très exigeant sur le plan du pilotage. En 1979, seules vingt voitures (sur plus de cent cinquante au départ) avaient rallié l'arrivée, Björn Waldegård ayant imposé sa Ford Escort au terme d'une course très disputée.

## Le parcours
- départ : 26 mai 1980 d'Athènes
- arrivée : 29 mai 1980 à Athènes

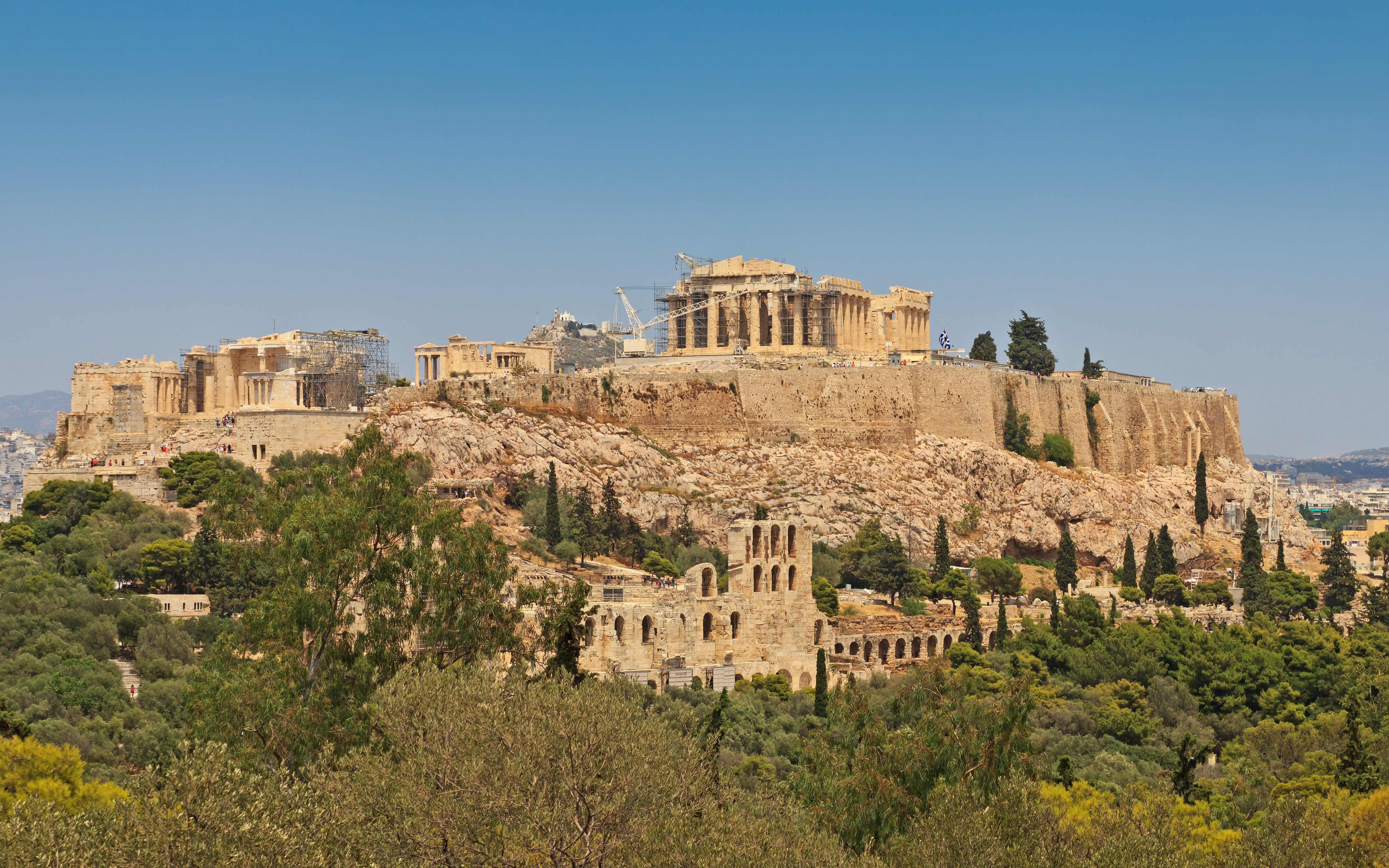
L'Acropole, point de départ du rallye du même nom.

- distance : 2743,86 km, dont 955,58 km sur 55 épreuves spéciales (56 épreuves initialement prévues, pour un total de 964,78 km chronométrés)
- surface : asphalte (1520,29 km dont 66,06 km chronométrés) et terre (1223,57 km dont 889,52 km chronométrés)
- Parcours divisé en cinq sections, sur deux étapes[3]

### Première étape
- Athènes - Kalambaka - Lagonissi, du 26 au 27 mai
- 35 épreuves spéciales, 666,56 km

#### Première section
- Athènes - Kalambaka, le 26 mai
- 602,9 km dont 232,2 km sur 11 épreuves spéciales

#### Deuxième section
- Kalambaka - Kalambaka, du 26 au 27 mai
- 453,1 km dont 172,6 km sur 9 épreuves spéciales

#### Troisième section
- Kalambaka - Lagonissi, le 27 mai
- 756,4 km dont 261,8 km sur 15 épreuves spéciales

### Deuxième étape
- Lagonissi - Mont Olympe - Athènes, du 28 au 29 mai
- 21 épreuves spéciales, 298,22 km

#### Quatrième section
- Lagonissi - Mont Olympe, le 28 mai
- 489,9 km dont 120,1 km sur 8 épreuves spéciales

#### Cinquième section
- Mont Olympe - Athènes, le 29 mai
- 441,4 km dont 168,7 km sur 12 épreuves spéciales (13 épreuves initialement prévues, pour un total de 177,9 km chronométrés)

## Les forces en présence
- Fiat

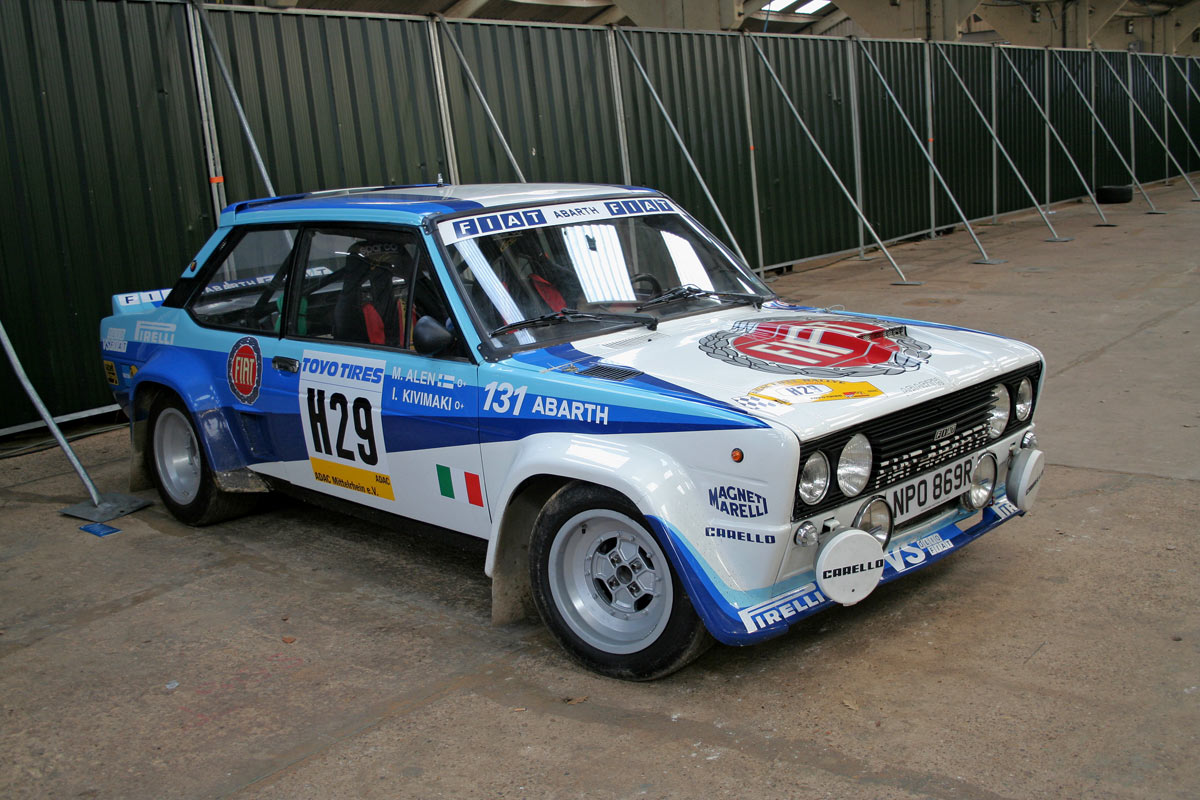
Une Fiat 131 Abarth groupe 4 lors d'une manifestation historique.

En lice pour le titre de champion du monde, le constructeur italien aligne trois 131 Abarth groupe 4, avec suspensions renforcées pour affronter les pistes grecques. Dans cette configuration, ces voitures pèsent environ 1050 kg. Elles disposent d'un moteur deux litres seize soupapes à injection Kugelfischer développant 235 chevaux à 8000 tr/min. Équipées de pneus Pirelli, elles sont aux mains de Markku Alén, Walter Röhrl (vainqueur à deux reprises de l'épreuve) et Attilio Bettega.
- Ford

Bien qu'officiellement retiré de la compétition, Ford bénéficie d'une représentation de haut niveau, notamment par le biais de l'équipe Rothmans qui aligne deux Escort RS1800 groupe 4 préparées chez David Sutton, grand spécialiste de la marque. Ces voitures d'environ une tonne utilisent des moteurs de deux litres mis au point par Brian Hart, d'une puissance de 255 chevaux à 8000 tr/min. Elles sont confiées à Hannu Mikkola et Ari Vatanen et utilisent des pneumatiques Dunlop. Engagé à titre privé, l'Argentin Jorge Recalde dispose d'un modèle identique, également préparé chez Sutton. L'équipe Yokohama aligne également une RS1800 groupe 4 pour Andrew Cowan, tandis que le Portugais Carlos Torres sera l'un des favoris du groupe 1 au volant de son Escort RS2000.
- Datsun

La version groupe 4 de la berline 160J n'étant toujours pas homologuée, le constructeur japonais engage trois de ses traditionnelles versions groupe 2 (1150 kg, moteur quatre cylindres de deux litres de cylindrée à simple arbre à cames, 190 chevaux). Le pilote local Iórgis Moschous épaule pour la circonstance Harry Källström et Timo Salonen. Les Datsun sont toutes équipées de pneumatiques Dunlop. Malgré leur puissance relativement modeste, ces modèles peuvent briguer un excellent résultat sur le difficile parcours grec grâce à une excellente fiabilité et une conception permettant des interventions très rapides lors des assistances.
- Lancia

Comme au Portugal, l'écurie Chardonnet aligne une Stratos HF groupe 4 (970 kg, moteur central arrière V6 de 2400 cm3, environ 280 chevaux), toujours confiée à Bernard Darniche. Le Grec 'Siroco', engagé à titre privé, dispose d'un modèle identique. Comme les Fiat, les Lancia utilisent des pneus Pirelli.
- Mercedes-Benz

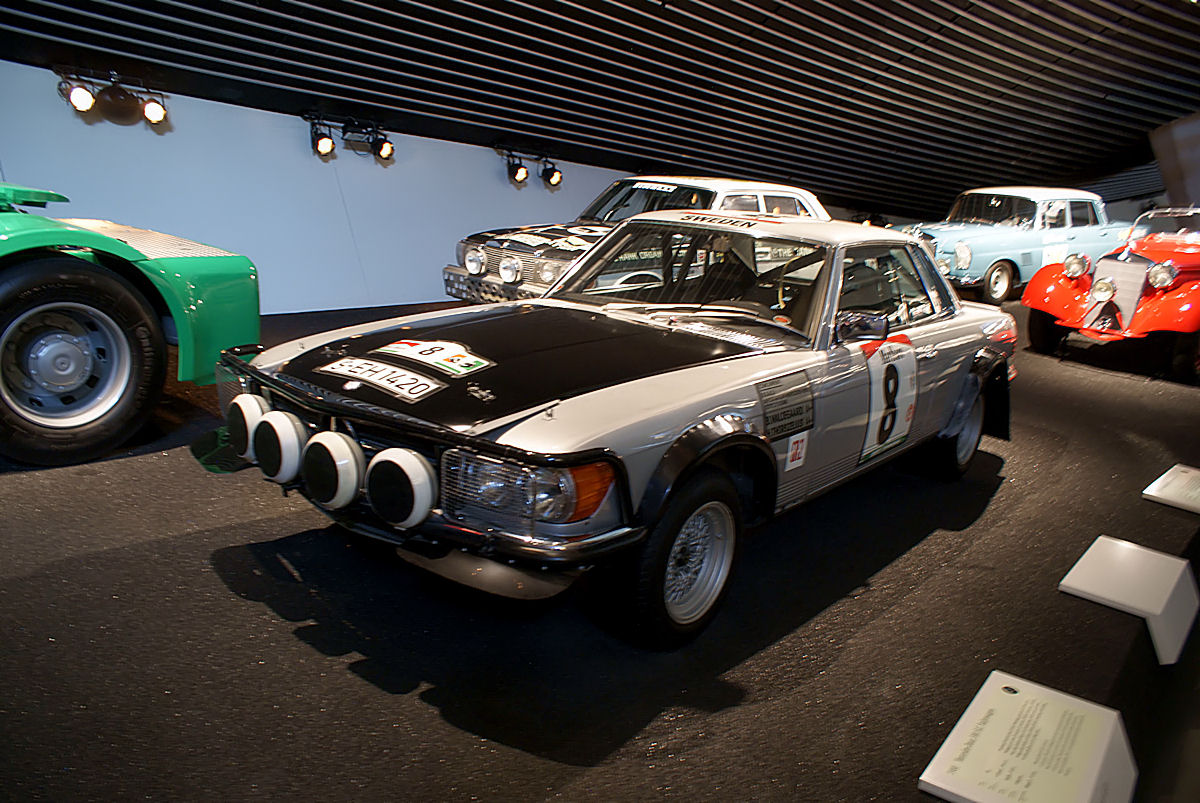
Les Mercedes 450 SLC groupe 4 sont de loin les plus puissantes du plateau.

La firme allemande a préparé trois coupés 450 SLC 5.0 groupe 4 (1350 kg, moteur V8 de cinq litres de cylindrée développant 340 chevaux à 6000 tr/min, boîte automatique à quatre rapports) et un coupé 280 CE (1250 kg, moteur six cylindres de 2800 cm3, 240 chevaux à 6500 tr/min) tout juste homologué en groupe 2. Premier pilote, Björn Waldegård est épaulé par Vic Preston Jr et Bror Danielsson au volant des puissantes groupe 4, tandis qu'Ingvar Carlsson fera débuter la 280 CE. Tous utilisent des pneus Dunlop.
- Opel

Toujours représentée par l'Euro Händler Team, la filiale allemande de GM a engagé trois Ascona 400 groupe 4, Shekhar Mehta renforçant l'équipe de pilotes habituelle composée d'Anders Kulläng et de Jochi Kleint. Équipées de pneus Michelin, les Ascona 400 pèsent environ 1100 kg en version 'terre'. Leur moteur quatre cylindres de 2420 cm3 mis au point chez Cosworth délivre plus de 240 chevaux à 7000 tr/min.
- Peugeot

La marque de Sochaux aligne pour la première fois ses coupés 504 V6 groupe 4 en Grèce. Deux voitures ont été préparées pour Timo Mäkinen et Jean-Claude Lefebvre. Pesant plus de 1300 kg, elles sont équipées d'un moteur V6 de 2 700 cm3, alimenté par trois carburateurs Weber à double corps, développant 230 chevaux à 8000 tr/min. Les deux pilotes utilisent des pneus Michelin, type Racing sur jantes en alliage pour Mäkinen, contrairement à Lefebvre qui étrenne les Michelin TRX le contraignant à l'usage de jantes en tôle, nettement plus lourdes.
- Toyota

Le premier constructeur japonais aligne trois coupés Celica groupe 4 (1000 kg, moteur quatre cylindres deux litres à seize soupapes, 220 chevaux), les pilotes maison Jean-Luc Thérier et Ove Andersson étant épaulés par le Suédois Leif Asterhag pour cette épreuve.
Tous disposent de pneus Pirelli.

## Déroulement de la course

### Première étape

#### Athènes - Kalambaka
Le départ est donné le lundi matin au pied de l'Acropole, sous un chaud soleil. Le pilote local Iavéris impose sa Ford Escort sur le premier secteur chronométré, mais se fait ensuite rapidement déborder par les pilotes de l'équipe Rothmans, Hannu Mikkola prenant brièvement la tête de la course avant qu'une crevaison dans le secteur d'Aliki ne lui fasse perdre quelques minutes et quatre places au classement général. Vatanen compte déjà près de deux minutes d'avance sur la Fiat de Markku Alén et l'Opel de Shekhar Mehta. Les coupés Mercedes rencontrent des problèmes de pneus et de freins et Björn Waldegård, dernier vainqueur en date, n'est absolument pas en mesure de défendre ses chances, tout comme le leader du championnat Walter Röhrl dont la 131 Abarth s'avère très difficile à maîtriser, à cause de réglages de suspension totalement inadaptés et d'une boîte de vitesses déficiente. Vatanen et Mikkola vont se partager les meilleurs temps au cours de la journée. Mikkola est rapidement remonté en seconde position et, à la halte de Kalambaka, ne compte plus que quarante-trois secondes de retard sur son coéquipier. Alén est troisième devant l'Opel d'Anders Kulläng, bien revenu après avoir été retardé par une crevaison en début de parcours. Très régulier, Timo Salonen domine nettement le groupe 2 sur sa Datsun et occupe la cinquième place du classement général. Retardé par des problèmes d'arrivée d'essence sur sa Toyota, Jean-Luc Thérier a dû abandonner, alors que Röhrl a perdu près d'une demi-heure, ayant dû faire remplacer son différentiel peu après Karoutes. Handicapé par des problèmes de pneus, peu efficaces sur les pistes très poussiéreuses, Bernard Darniche n'occupe que le neuvième rang au volant de sa Lancia Stratos.

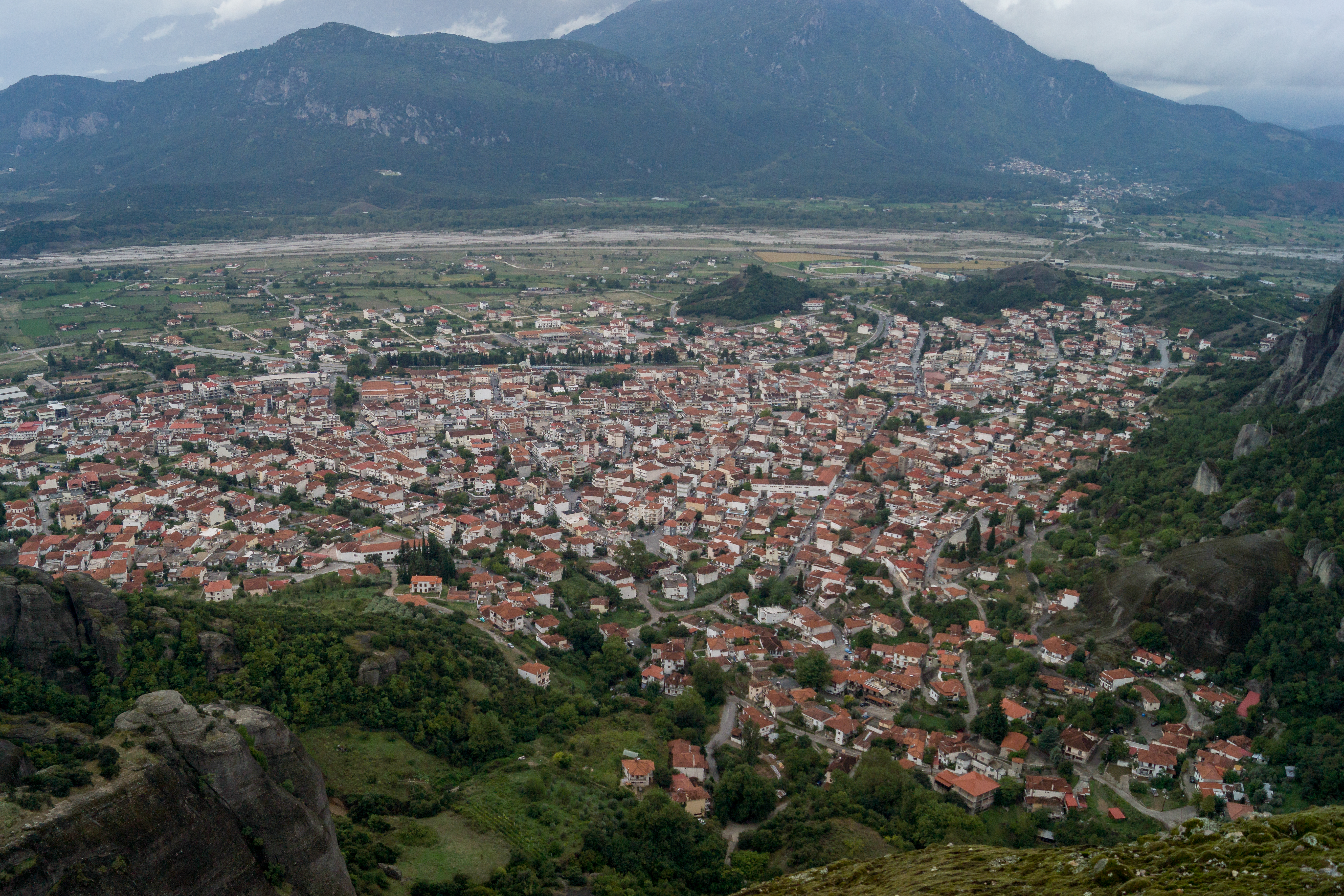
Les concurrents se regroupent à Kalambaka au terme de la première section.

| Pos. | Pilote           | Copilote            | Voiture               | Groupe | Temps           | Écart        |
| ---- | ---------------- | ------------------- | --------------------- | ------ | --------------- | ------------ |
| 1    | Ari Vatanen      | David Richards      | Ford Escort RS1800    | 4      | 2 h 55 min 11 s |              |
| 2    | Hannu Mikkola    | Arne Hertz          | Ford Escort RS1800    | 4      | 2 h 55 min 54 s | + 43 s       |
| 3    | Markku Alén      | Ilkka Kivimäki      | Fiat 131 Abarth       | 4      | 2 h 57 min 28 s | + 2 min 17 s |
| 4    | Anders Kulläng   | Bruno Berglund      | Opel Ascona 400       | 4      | 2 h 59 min 04 s | + 3 min 53 s |
| 5    | Timo Salonen     | Seppo Harjanne      | Datsun 160J PA10      | 2      | 2 h 59 min 21 s | + 4 min 10 s |
| 6    | Attilio Bettega  | Arnaldo Bernacchini | Fiat 131 Abarth       | 4      | 2 h 59 min 31 s | + 4 min 20 s |
| 7    | Jochi Kleint     | Gunter Wanger       | Opel Ascona 400       | 4      |                 |              |
| 8    | Ove Andersson    | Henry Liddon        | Toyota Celica 2000 GT | 4      |                 |              |
| 9    | Bernard Darniche | Alain Mahé          | Lancia Stratos HF     | 4      |                 |              |
| 10   | Shekhar Mehta    | Yvonne Mehta        | Opel Ascona 400       | 4      |                 |              |
| 11   | Harry Källström  | Bo Thorszelius      | Datsun 160J PA10      | 2      |                 |              |
| 12   | Timo Mäkinen     | Jean Todt           | Peugeot 504 V6 coupé  | 4      |                 |              |

#### Kalambaka - Kalambaka
Les concurrents repartent de Kalambaka après quelques heures de repos, pour une boucle nocturne. Les Ford se montrent de nouveau très rapides mais Mikkola va subir une grave panne électrique à l'arrivée de la spéciale de Gilofon. : faisceau déconnecté, il ne peut rejoindre son assistance et abandonne, en même temps que Darniche, victime d'un problème de direction. Les principaux adversaires de Vatanen vont rencontrer de nombreux problèmes au cours de la nuit et engranger des pénalités routières, permettant au pilote finlandais de porter son avance sur Jochi Kleint, désormais second sur son Opel, à plus de six minutes au terme de cette seconde section du parcours. Alén ayant dû faire remplacer sa boîte de vitesses, c'est maintenant Attilio Bettega, troisième à près de sept minutes, qui est le mieux classé de l'équipe Fiat. L'Italien précède la Toyota d'Ove Andersson et la Datsun de Salonen ce dernier restant largement en tête du groupe 2.
| Pos. | Pilote          | Copilote            | Voiture                   | Groupe | Temps           | Écart         |
| ---- | --------------- | ------------------- | ------------------------- | ------ | --------------- | ------------- |
| 1    | Ari Vatanen     | David Richards      | Ford Escort RS1800        | 4      | 5 h 03 min 59 s |               |
| 2    | Jochi Kleint    | Gunter Wanger       | Opel Ascona 400           | 4      | 5 h 10 min 04 s | + 6 min 05 s  |
| 3    | Attilio Bettega | Arnaldo Bernacchini | Fiat 131 Abarth           | 4      | 5 h 10 min 52 s | + 6 min 53 s  |
| 4    | Ove Andersson   | Henry Liddon        | Toyota Celica 2000 GT     | 4      | 5 h 11 min 16 s | + 7 min 17 s  |
| 5    | Timo Salonen    | Seppo Harjanne      | Datsun 160J PA10          | 2      | 5 h 11 min 40 s | + 7 min 41 s  |
| 6    | Shekhar Mehta   | Yvonne Mehta        | Opel Ascona 400           | 4      | 5 h 11 min 49 s | + 7 min 50 s  |
| 7    | Anders Kulläng  | Bruno Berglund      | Opel Ascona 400           | 4      | 5 h 12 min 01 s | + 8 min 02 s  |
| 8    | Markku Alén     | Ilkka Kivimäki      | Fiat 131 Abarth           | 4      | 5 h 14 min 14 s | + 10 min 15 s |
| 9    | Harry Källström | Bo Thorszelius      | Datsun 160J PA10          | 2      |                 |               |
| 10   | Ingvar Carlsson | Claes Billstam      | Mercedes 280 CE           | 2      |                 |               |
| 11   | 'Siroco'        | Manólis Makrinos    | Lancia Stratos HF         | 4      |                 |               |
| 12   | Timo Mäkinen    | Jean Todt           | Peugeot 504 V6 coupé      | 4      |                 |               |
| 13   | Björn Waldegård | Hans Thorszelius    | Mercedes-Benz 450 SLC 5.0 | 4      |                 |               |

#### Kalambaka - Lagonissi
Les concurrents repartent de Kalambaka le mardi matin, en direction d'Athènes, sur des pistes toujours très poussiéreuses. Vatanen continue à attaquer et creuse encore l'écart sur Alén. Ce dernier est bientôt dépassé par Kulläng, également très rapide sur cette section. La journée est marquée par de nombreuses crevaisons parmi les favoris. Elles vont toucher Vatanen à plusieurs reprises et lui faire perdre une bonne partie de son avance sur son adversaire suédois. En fin de journée, le pilote Ford conserve néanmoins un avantage de près de quatre minutes sur Kulläng. Toujours très rapide sur sa Datsun groupe 2, Salonen a dépassé Alén (retardé par le changement de sa boîte de vitesses) et occupe désormais la troisième place du classement général. Parmi les nombreux abandons, on note ceux de Iavéris (transmission) et de Mehta (hors-course après avoir heurté une grosse pierre dans le secteur de Karoutes). Il ne reste plus que cinquante-quatre équipages à l'issue de cette première étape, à Lagonissi.

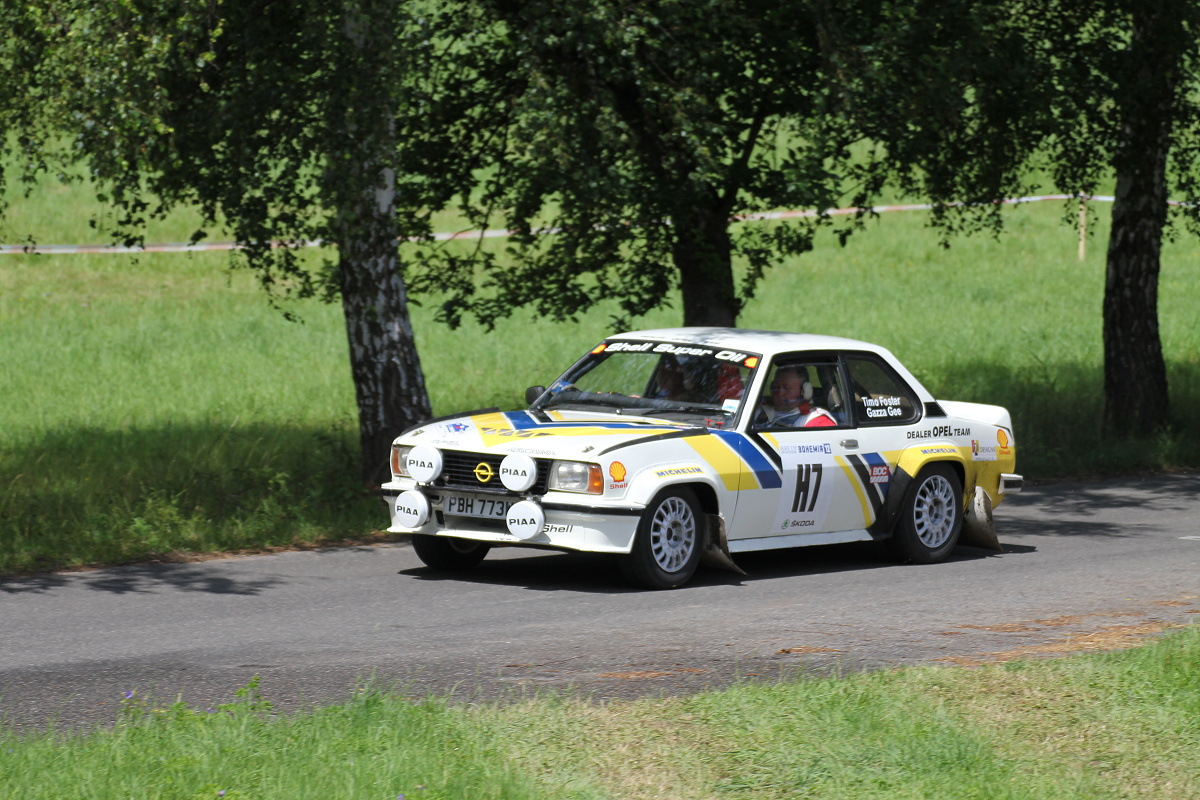
L'Opel Ascona 400 (ici lors d'une course historique) s'est montrée très compétitive aux mains d'Anders Kulläng et pointe en seconde position au terme de la première étape.

| Pos. | Pilote          | Copilote                | Voiture                   | Groupe | Temps           | Écart         |
| ---- | --------------- | ----------------------- | ------------------------- | ------ | --------------- | ------------- |
| 1    | Ari Vatanen     | David Richards          | Ford Escort RS1800        | 4      | 8 h 43 min 12 s |               |
| 2    | Anders Kulläng  | Bruno Berglund          | Opel Ascona 400           | 4      | 8 h 47 min 56 s | + 4 min 44 s  |
| 3    | Timo Salonen    | Seppo Harjanne          | Datsun 160J PA10          | 2      | 8 h 51 min 05 s | + 7 min 53 s  |
| 4    | Markku Alén     | Ilkka Kivimäki          | Fiat 131 Abarth           | 4      | 8 h 55 min 35 s | + 12 min 23 s |
| 5    | Ove Andersson   | Henry Liddon            | Toyota Celica 2000 GT     | 4      | 8 h 55 min 58 s | + 12 min 46 s |
| 6    | Attilio Bettega | Arnaldo Bernacchini     | Fiat 131 Abarth           | 4      | 9 h 03 min 27 s | + 20 min 15 s |
| 7    | Harry Källström | Bo Thorszelius          | Datsun 160J PA10          | 2      | 9 h 06 min 26 s | + 23 min 14 s |
| 8    | Walter Röhrl    | Christian Geistdörfer   | Fiat 131 Abarth           | 4      | 9 h 14 min 20 s | + 31 min 08 s |
| 9    | Timo Mäkinen    | Jean Todt               | Peugeot 504 V6 coupé      | 4      | 9 h 15 min 16 s | + 32 min 04 s |
| 10   | Ingvar Carlsson | Claes Billstam          | Mercedes 280 CE           | 2      | 9 h 15 min 18 s | + 32 min 06 s |
| 11   | 'Siroco'        | Manólis Makrinos        | Lancia Stratos HF         | 4      | 9 h 15 min 59 s | + 32 min 47 s |
| 12   | Jorge Recalde   | Eduardo Tettamanti      | Ford Escort RS1800        | 4      | 9 h 30 min 11 s | + 46 min 59 s |
| 13   | Jochi Kleint    | Gunter Wanger           | Opel Ascona 400           | 4      | 9 h 31 min 03 s | + 47 min 51 s |
| 14   | Björn Waldegård | Hans Thorszelius        | Mercedes-Benz 450 SLC 5.0 | 4      | 9 h 38 min 51 s | + 55 min 39 s |
| 15   | Iórgis Moschous | Alexandros Konstantakos | Datsun 160J PA10          | 2      | 9 h 39 min 44 s | + 56 min 32 s |

### Deuxième étape

#### Lagonissi - Mont Olympe
Les équipages rescapés repartent de Lagonissi le mercredi matin, après une nuit de repos, en direction du Mont Olympe. Kulläng va rapidement perdre tout espoir de rattraper Vatanen, un disque de frein éclaté lui faisant perdre vingt-deux minutes dans la troisième épreuve spéciale de la journée, dans le secteur de Kyllini. Le pilote suédois perd deux places, au profit de Salonen et Alén. Vatanen dispose maintenant d'une confortable avance (plus de sept minutes sur le second). Il accentue encore l'écart au cours des épreuves suivantes et termine la journée avec plus de huit minutes et demie d'avance sur la Datsun de Salonen et treize sur la Fiat d'Alén. Après les abandons de Björn Waldegård (parti en tonneaux à cause d'une défaillance des freins), d'Ingvar Carlsson (incendie) et de Bror Danielsson, Mercedes a perdu trois de ses quatre voitures officielles, seul Preston restant en course, très attardé. Épargné par les ennuis depuis le remplacement de la transmission de sa Fiat la veille, Röhrl est remonté en cinquième position, mais compte plus d'une demi-heure de retard sur Vatanen.

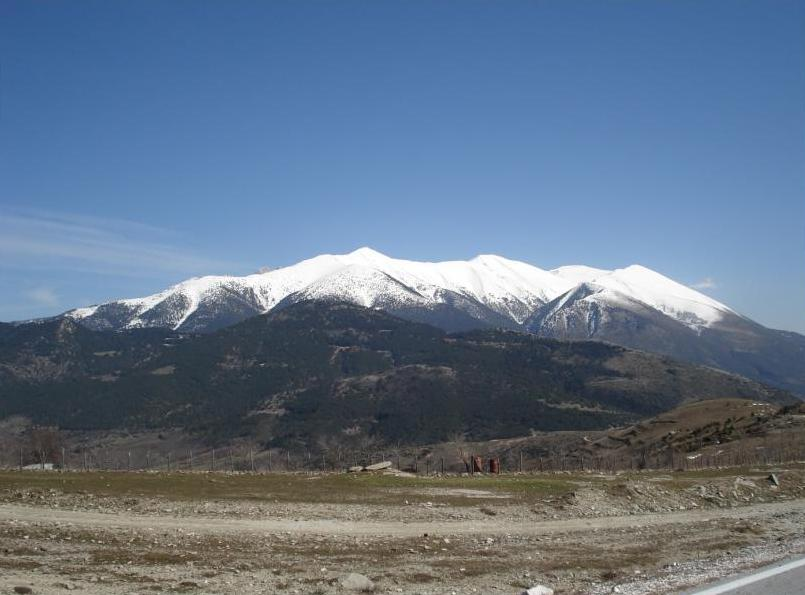
Le Mont Olympe, à mi-parcours de la deuxième étape du rallye.

| Pos. | Pilote         | Copilote              | Voiture            | Groupe | Temps            | Écart         |
| ---- | -------------- | --------------------- | ------------------ | ------ | ---------------- | ------------- |
| 1    | Ari Vatanen    | David Richards        | Ford Escort RS1800 | 4      | 10 h 23 min 00 s |               |
| 2    | Timo Salonen   | Seppo Harjanne        | Datsun 160J PA10   | 2      | 10 h 31 min 39 s | + 8 min 39 s  |
| 3    | Markku Alén    | Ilkka Kivimäki        | Fiat 131 Abarth    | 4      | 10 h 36 min 24 s | + 13 min 24 s |
| 4    | Anders Kulläng | Bruno Berglund        | Opel Ascona 400    | 4      | 10 h 42 min 46 s | + 19 min 46 s |
| 5    | Walter Röhrl   | Christian Geistdörfer | Fiat 131 Abarth    | 4      | 10 h 53 min 54 s | + 30 min 54 s |

#### Mont Olympe - Athènes
Les équipages repartent du Mont Olympe le jeudi matin, pour regagner Athènes par des pistes toujours sèches et très poussiéreuses. Les positions semblent désormais acquises et Vatanen peut désormais gérer son avance sur ses poursuivants. Toutefois, peu avant l'arrivée, il est victime d'une double crevaison près de Vassaras, et perd la majeure partie de son avance. Le pilote finlandais repart néanmoins à l'attaque et parvient à creuser à nouveau l'écart. Malgré un total de douze crevaisons (!) sur l'ensemble du rallye, il parvient à rallier Athènes avec près de trois minutes de marge sur Salonen, brillant vainqueur du groupe 2, et sept sur Alén, remportant ainsi sa toute première victoire en championnat du monde. Finalaement cinquième à l'arrivée derrière Kulläng, Röhrl conserve la tête du championnat du monde des pilotes. Plus de trois quarts des concurrents ont abandonné, seulement trente-sept ayant atteint l'arrivée.

### Classements intermédiaires
Classements intermédiaires des pilotes après chaque épreuve spéciale

### Classement général

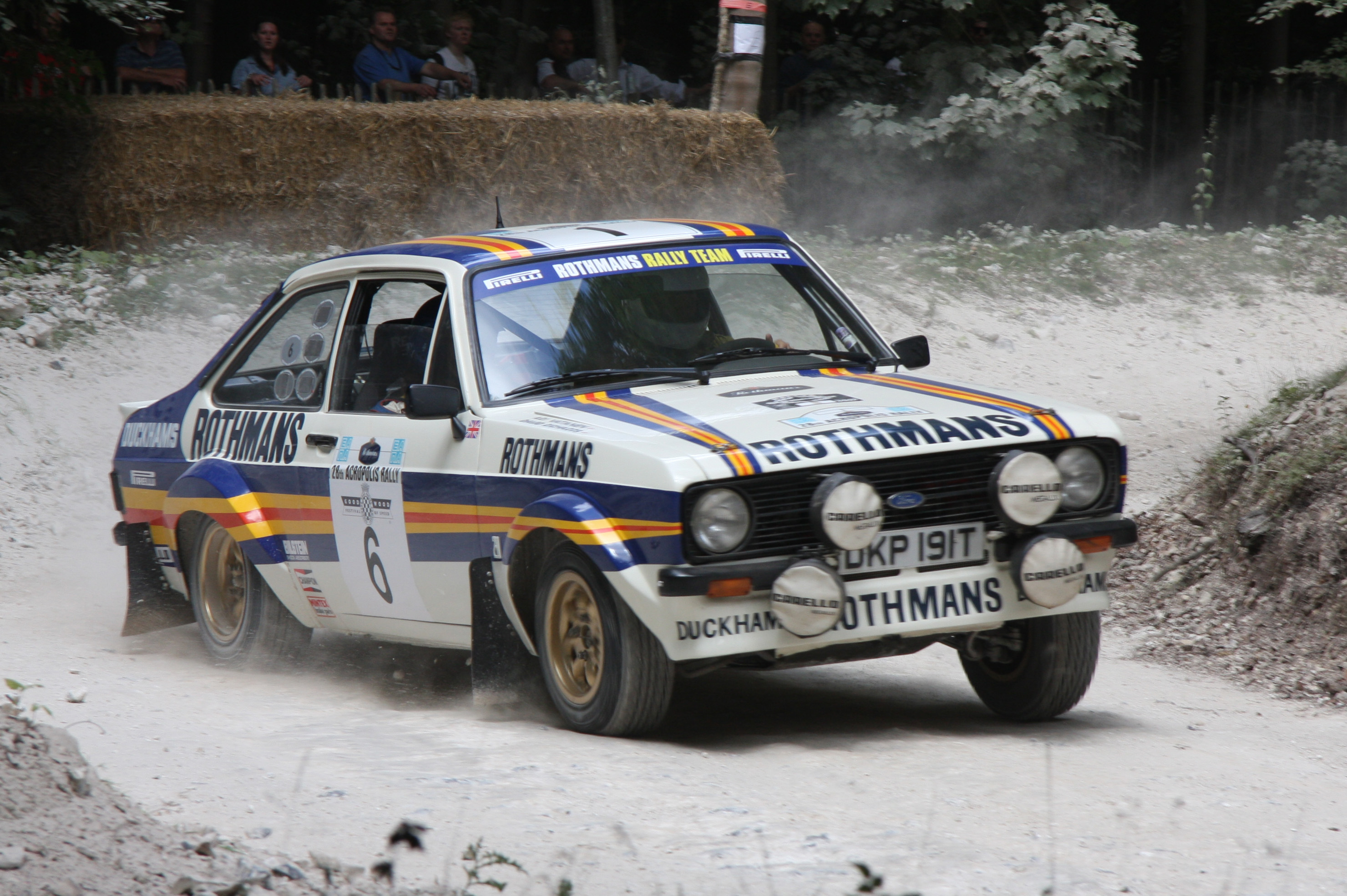
Nouvelle victoire de la Ford Escort RS1800 à l'Acropole, cette fois aux mains d'Ari Vatanen.

| Pos | No | Pilote          | Copilote              | Voiture               | Temps          | Écart         | Groupe |
| --- | -- | --------------- | --------------------- | --------------------- | -------------- | ------------- | ------ |
| 1   | 10 | Ari Vatanen     | David Richards        | Ford Escort RS1800    | 12 h 55 min 44 |               | 4      |
| 2   | 14 | Timo Salonen    | Seppo Harjanne        | Datsun 160J PA10      | 12 h 58 min 26 | + 2 min 42 s  | 2      |
| 3   | 7  | Markku Alén     | Ilkka Kivimäki        | Fiat 131 Abarth       | 13 h 02 min 48 | + 7 min 04 s  | 4      |
| 4   | 4  | Anders Kulläng  | Bruno Berglund        | Opel Ascona 400       | 13 h 06 min 47 | + 11 min 03 s | 4      |
| 5   | 3  | Walter Röhrl    | Christian Geistdörfer | Fiat 131 Abarth       | 13 h 18 min 54 | + 23 min 10 s | 4      |
| 6   | 6  | Ove Andersson   | Henry Liddon          | Toyota Celica 2000 GT | 13 h 18 min 54 | + 23 min 10 s | 4      |
| 7   | 8  | Harry Källström | Bo Thorszelius        | Datsun 160J PA10      | 13 h 18 min 56 | + 23 min 12 s | 2      |
| 8   | 11 | Attilio Bettega | Arnaldo Bernacchini   | Fiat 131 Abarth       | 13 h 20 min 37 | + 24 min 53 s | 4      |
| 9   | 18 | 'Siroco'        | Manólis Makrinos      | Lancia Stratos HF     | 13 h 37 min 07 | + 41 min 23 s | 4      |
| 10  | 17 | Timo Mäkinen    | Jean Todt             | Peugeot 504 V6 coupé  | 13 h 39 min 49 | + 44 min 05 s | 4      |

### Hommes de tête
- ES1 :  'Iaveris' -  Kóstas Stefanis (Ford Escort RS1800)
- ES2 :  Hannu Mikkola -  Arne Hertz (Ford Escort RS1800)
- ES3 à ES56 :  Ari Vatanen -  David Richards (Ford Escort RS1800)

### Vainqueurs d'épreuves spéciales
- Ari Vatanen -  David Richards (Ford Escort RS1800) : 27 spéciales (ES 3 à 5, 8, 10, 12, 13, 16 à 22, 24, 25, 27, 29, 33, 35, 41 à 44, 50, 53, 54)
- Anders Kulläng -  Bruno Berglund (Opel Ascona 400) : 14 spéciales (ES 9, 14, 23, 27, 28, 32, 34, 39 à 41, 45, 48, 51, 52)
- Walter Röhrl -  Christian Geistdörfer (Fiat 131 Abarth) : 7 spéciales (ES 26, 30, 37, 38, 46, 49, 52)
- Hannu Mikkola -  Arne Hertz (Ford Escort RS1800) : 4 spéciales (ES 2, 6, 7, 11)
- Markku Alén -  Ilkka Kivimäki (Fiat 131 Abarth) : 2 spéciales (ES 15, 36)
- Timo Salonen -  Seppo Harjanne (Datsun 160J PA10) : 2 spéciales (ES 47, 56)
- 'Iaveris' -  Kóstas Stefanis (Ford Escort RS1800) : 1 spéciale (ES 1)
- Jochi Kleint -  Gunter Wanger (Opel Ascona 400) : 1 spéciale (ES 31)

## Résultats des principaux engagés
| No | Pilote               | Copilote                 | Voiture                   | Groupe | Classement général                           | Class. groupe |
| -- | -------------------- | ------------------------ | ------------------------- | ------ | -------------------------------------------- | ------------- |
| 1  | Björn Waldegård      | Hans Thorszelius         | Mercedes-Benz 450 SLC 5.0 | 4      | ab. après la 47e spéciale (sortie de route)  | -             |
| 2  | Bernard Darniche     | Alain Mahé               | Lancia Stratos HF         | 4      | ab. après la 13e spéciale (hors délai)       | -             |
| 3  | Walter Röhrl         | Christian Geistdörfer    | Fiat 131 Abarth           | 4      | 5e à 23 min 10 s                             | 4e            |
| 4  | Anders Kulläng       | Bruno Berglund           | Opel Ascona 400           | 4      | 4e à 11 min 03 s                             | 3e            |
| 5  | Hannu Mikkola        | Arne Hertz               | Ford Escort RS1800        | 4      | ab. après la 13e spéciale (électricité)      | -             |
| 6  | Ove Andersson        | Henry Liddon             | Toyota Celica 2000 GT     | 4      | 6e à 23 min 10 s                             | 5e            |
| 7  | Markku Alén          | Ilkka Kivimäki           | Fiat 131 Abarth           | 4      | 3e à 7 min 04 s                              | 2e            |
| 8  | Harry Källström      | Bo Thorszelius           | Datsun 160J PA10          | 2      | 7e à 23 min 12 s                             | 2e            |
| 9  | Shekhar Mehta        | Yvonne Mehta             | Opel Ascona 400           | 4      | ab. après la 29e spéciale (hors délai)       | -             |
| 10 | Ari Vatanen          | David Richards           | Ford Escort RS1800        | 4      | 1er                                          | 1er           |
| 11 | Attilio Bettega      | Arnaldo Bernacchini      | Fiat 131 Abarth           | 4      | 8e à 24 min 53 s                             | 6e            |
| 12 | Andrew Cowan         | Johnstone Syer           | Ford Escort RS1800        | 4      | ab. dans la 22e spéciale (joint de culasse)  | -             |
| 14 | Timo Salonen         | Seppo Harjanne           | Datsun 160J PA10          | 2      | 2e à 2 min 42 s                              | 1er           |
| 15 | Jochi Kleint         | Gunter Wanger            | Opel Ascona 400           | 4      | 11e à 49 min 44 s                            | 9e            |
| 16 | Jean-Luc Thérier     | Michel Vial              | Toyota Celica 2000 GT     | 4      | ab. dans la 9e spéciale (alimentation)       | -             |
| 17 | Timo Mäkinen         | Jean Todt                | Peugeot 504 V6 coupé      | 4      | 10e à 44 min 05 s                            | 8e            |
| 18 | 'Siroco'             | Manólis Makrinos         | Lancia Stratos HF         | 4      | 9e à 41 min 23 s                             | 7e            |
| 19 | Vic Preston Jr       | John Lyall               | Mercedes-Benz 450 SLC 5.0 | 4      | 14e à 1 h 45 min 25 s                        | 11e           |
| 20 | Iórgis Moschous      | Alexandros Konstantakos  | Datsun 160J PA10          | 2      | 13e à 1 h 45 min 07 s                        | 3e            |
| 21 | Jean-Claude Lefebvre | Christian Delferrier     | Peugeot 504 V6 coupé      | 4      | ab. après la 24e spéciale (hors délai)       | -             |
| 22 | Leif Asterhag        | Anders Gullberg          | Toyota Celica 2000 GT     | 4      | ab. dans la 1re spéciale (boîte de vitesses) | -             |
| 23 | 'Iaveris'            | Kóstas Stefanis          | Ford Escort RS1800        | 4      | ab. dans la 22e spéciale (pont arrière)      | -             |
| 24 | Bror Danielsson      | Solve Andreasson         | Mercedes-Benz 450 SLC 5.0 | 4      | ab. dans la 50e spéciale (direction)         | -             |
| 25 | Jorge Recalde        | Eduardo Tettamanti       | Ford Escort RS1800        | 4      | 12e à 55 min 37 s                            | 10e           |
| 26 | Franz Wittmann       | Kurt Nestinger           | Porsche 911 SC            | 4      | ab. dans la 3e spéciale (Freins)             | -             |
| 27 | Ingvar Carlsson      | Claes Billstam           | Mercedes 280 CE           | 2      | ab. dans la 49e spéciale (incendie)          | -             |
| 28 | Carlos Torres        | Francisco Pina de Moreis | Ford Escort RS2000        | 1      | ab. dans la 6e spéciale (accident)           | -             |
| 31 | Maciej Stawowiak     | Ryszard Żyszkowski       | FSO Polonez 2000          | 4      | 17e à 2 h 16 min 12 s                        | 12e           |
| 58 | Claude Laurent       | Jacques Marché           | Peugeot 505               | 2      | 18e à 2 h 31 min 50 s                        | 6e            |

## Classements des championnats à l'issue de la course

### Constructeurs
- attribution des points : 10, 9, 8, 7, 6, 5, 4, 3, 2, 1 respectivement aux dix premières marques de chaque épreuve, additionnés de 8, 7, 6, 5, 4, 3, 2, 1 respectivement aux huit premières de chaque groupe (seule la voiture la mieux classée de chaque constructeur marque des points). Les points de groupe ne sont attribués qu'aux concurrents ayant terminé dans les dix premiers au classement général.
- seuls les sept meilleurs résultats (sur dix épreuves) sont retenus pour le décompte final des points.

| Pos. | Marque        | Points | M-C  | POR  | SAF  | ACR  | ARG | NZL | SAN | COR | RAC | BAN |
| ---- | ------------- | ------ | ---- | ---- | ---- | ---- | --- | --- | --- | --- | --- | --- |
| 1    | Fiat          | 51     | 10+8 | 10+8 | -    | 8+7  |     |     |     |     |     |     |
| 2    | Ford          | 38     | 2+6  | 4+8  | -    | 10+8 |     |     |     |     |     |     |
| 2=   | Opel          | 38     | 7+5  | -    | 6+7  | 7+6  |     |     |     |     |     |     |
| 4    | Datsun        | 35     | -    | -    | 10+8 | 9+8  |     |     |     |     |     |     |
| 5    | Mercedes-Benz | 29     | -    | 7+6  | 8+8  | -    |     |     |     |     |     |     |
| 6    | Lancia        | 20     | 9+7  | -    | -    | 2+2  |     |     |     |     |     |     |
| 7    | Toyota        | 18     | -    | 5+4  | -    | 5+4  |     |     |     |     |     |     |
| 8    | Talbot        | 16     | -    | 8+8  | -    | -    |     |     |     |     |     |     |
| 9    | Volkswagen    | 14     | 6+8  | -    | -    | -    |     |     |     |     |     |     |
| 10   | Porsche       | 10     | 2+8  | -    | -    | -    |     |     |     |     |     |     |
| 11   | FSO           | 2      | -    | 1+1  | -    | -    |     |     |     |     |     |     |
| 11=  | Peugeot       | 2      | -    | -    | -    | 1+1  |     |     |     |     |     |     |

### Pilotes
- attribution des points : 20, 15, 12, 10, 8, 6, 4, 3, 2, 1 respectivement aux dix premiers de chaque épreuve.
- seuls les sept meilleurs résultats (sur douze épreuves) sont retenus pour le décompte final des points.

| Pos. | Pilote           | Marque               | Points | M-C | SUE | POR | SAF | ACR | ARG | FIN | NZL | SAN | COR | RAC | BAN |
| ---- | ---------------- | -------------------- | ------ | --- | --- | --- | --- | --- | --- | --- | --- | --- | --- | --- | --- |
| 1    | Walter Röhrl     | Fiat                 | 48     | 20  | -   | 20  | -   | 8   |     |     |     |     |     |     |     |
| 2    | Anders Kulläng   | Opel                 | 40     | 10  | 20  | -   | -   | 10  |     |     |     |     |     |     |     |
| 3    | Björn Waldegård  | Fiat, Mercedes-Benz¹ | 35     | 12  | 12  | 10¹ | 1¹  | -   |     |     |     |     |     |     |     |
| 4    | Markku Alén      | Fiat                 | 27     | -   | -   | 15  | -   | 12  |     |     |     |     |     |     |     |
| 5    | Shekhar Mehta    | Datsun               | 20     | -   | -   | -   | 20  | -   |     |     |     |     |     |     |     |
| 5=   | Ari Vatanen      | Ford                 | 20     | -   | -   | -   | -   | 20  |     |     |     |     |     |     |     |
| 7    | Timo Salonen     | Datsun               | 19     | -   | 4   | -   | -   | 15  |     |     |     |     |     |     |     |
| 8    | Bernard Darniche | Lancia               | 15     | 15  | -   | -   | -   | -   |     |     |     |     |     |     |     |
| 8=   | Stig Blomqvist   | Saab                 | 15     | -   | 15  | -   | -   | -   |     |     |     |     |     |     |     |
| 8=   | Rauno Aaltonen   | Datsun               | 15     | -   | -   | -   | 15  | -   |     |     |     |     |     |     |     |
| 11   | Guy Fréquelin    | Talbot               | 12     | -   | -   | 12  | -   | -   |     |     |     |     |     |     |     |
| 11=  | Vic Preston Jr   | Mercedes-Benz        | 12     | -   | -   | -   | 12  | -   |     |     |     |     |     |     |     |
| 11=  | Ove Andersson    | Toyota               | 12     | -   | -   | 6   | -   | 6   |     |     |     |     |     |     |     |
| 14   | Per Eklund       | Volkswagen, Datsun¹  | 11     | 8   | 3¹  | -   | -   | -   |     |     |     |     |     |     |     |
| 15   | Hannu Mikkola    | Ford                 | 10     | -   | 10  | -   | -   | -   |     |     |     |     |     |     |     |
| 15=  | Mike Kirkland    | Datsun               | 10     | -   | -   | -   | 10  | -   |     |     |     |     |     |     |     |